# Luella Island
Luella Island är en ö i Kanada.   Den ligger i territoriet Nunavut, i den östra delen av landet, 2 000 km norr om huvudstaden Ottawa.
Trakten runt Luella Island består i huvudsak av gräsmarker. Trakten runt Luella Island är nära nog obefolkad, med mindre än två invånare per kvadratkilometer.